# Kamila Valieva
Kamila Valer'evna Valieva (in russo Камила Валерьевна Валиева?; tras. angl.: Kamila Valerievna Valieva; Kazan', 26 aprile 2006) è una pattinatrice artistica su ghiaccio russa, specializzata nel singolo. È la vice-campionessa nazionale dell'anno 2021 e 2023. Nella stagione 2019-2020 è stata la vincitrice della finale Grand Prix ISU juniores, la campionessa nazionale russa di livello juniores e la campionessa mondiale juniores.
È la campionessa europea dell'anno 2022, oltre a essere la vincitrice dello Skate Canada 2021 e della Rostelecom Cup 2021. 
Ai Giochi olimpici Invernali di Pechino 2022 ha vinto la medaglia d'oro nella gara a squadre, titolo poi cancellato nel 2024 a causa di una squalifica per doping risalente ancora al 2021.

## Carriera
Kamila Valieva è nata il 26 aprile 2006 a Kazan' in una famiglia di etnia tatara del Volga. Ha iniziato a pattinare nel 2009, all'età di tre anni e mezzo. Nel 2012 si è trasferita con la sua famiglia a Mosca. A partire dall'estate del 2018 è allenata da Ėteri Tutberidze.

### Stagione 2019-2020

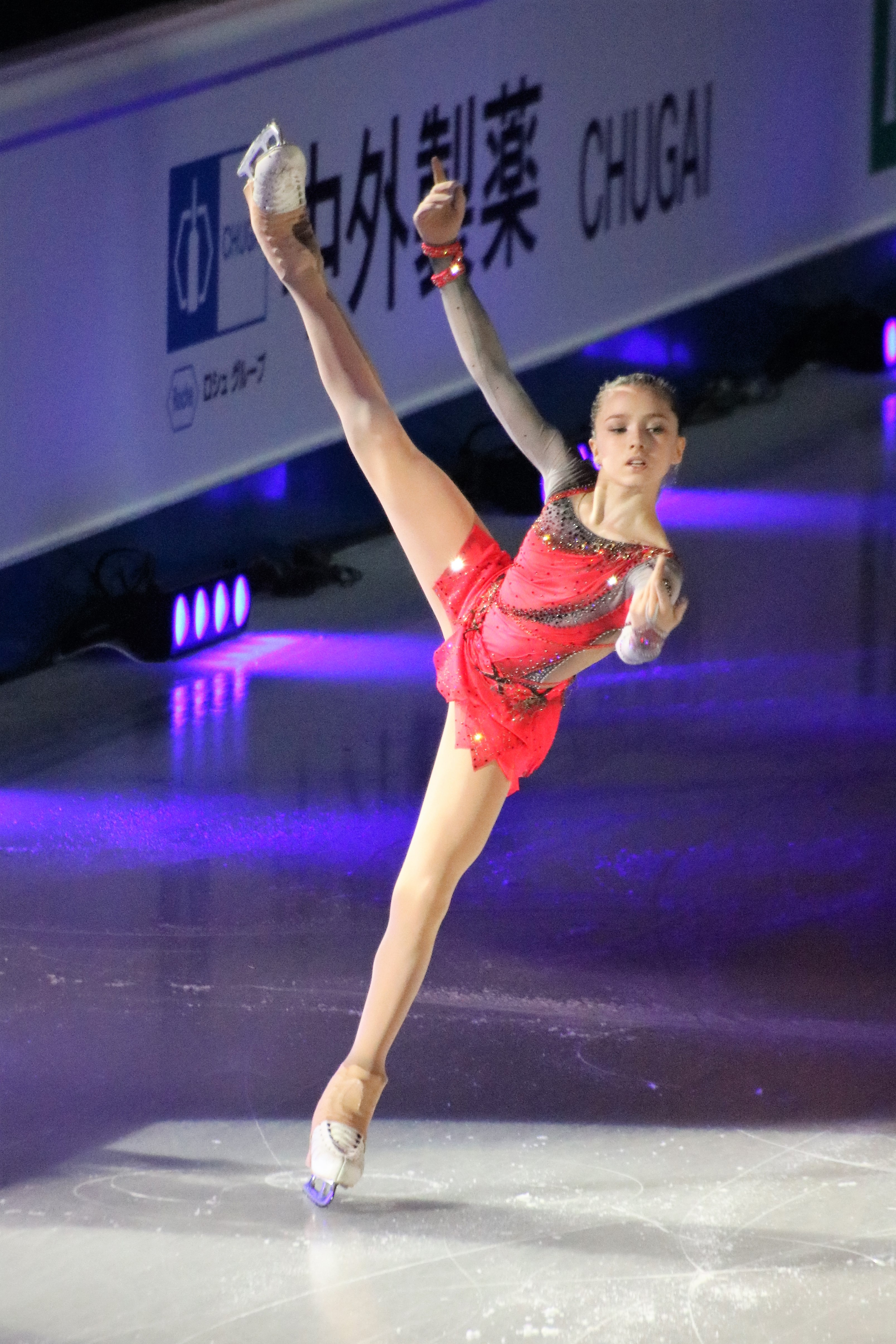
Kamila Valieva nella Finale del Grand Prix juniores 2019-2020

Nella stagione 2019-20, fa il suo debutto internazionale partecipando al Grand Prix ISU juniores: ha preso parte a due tappe, in Francia nell'agosto e in Russia nel settembre, arrivando entrambe le volte prima e qualificandosi così per la finale a Torino. Nella Finale del 5-8 dicembre ha vinto la medaglia d'oro davanti alla americana Alysa Liu e alla connazionale Daria Usačëva. Nel febbraio 2020 vince la medaglia d'oro ai campionati nazionali russi di livello juniores. Nel marzo 2020 vince il campionato mondiale juniores davanti Daria Usačëva e Alysa Liu.

### Stagione 2020-2021
Nel dicembre 2020 partecipa al suo primo campionato russo senior e si classifica al secondo posto dietro Anna Ščerbakova e davanti Aleksandra Trusova. Non gareggia a livello internazionale, poiché l'intera stagione junior è stata cancellata a causa della pandemia di COVID-19.

### Stagione 2021-2022
Valieva fa il suo debutto senior al Finlandia Trophy 2021, dove è terza dopo il corto a causa di una caduta sul triplo axel. Nel programma libero atterra tre salti quadrupli, ottenendo 174,31 punti, che diventa il nuovo record del mondo, e un totale di 249,24, anche questo record del mondo.
Fa il suo debutto nel circuito del Grand Prix allo Skate Canada 2021, dove ottiene 84,19 nel programma corto e totalizza due nuovi record del mondo nel programma libero e nel totale (180,89 e 265,08), vincendo la gara. La sua seconda assegnazione è la Rostelecom Cup 2021, dove ottiene un record del mondo nel programma corto (87,42) e batte ancora una volta i record del mondo del libero e del totale (185,29 e 272,71). Avendo vinto entrambe le gare, accede di diritto alla Finale del Grand Prix in Giappone, ma quest'ultima viene cancellata a causa delle nuove restrizioni nazionali implementate in seguito alla diffusione della nuova variante omicron.
Ai Campionati nazionali russi, è prima sia dopo il corto, con 90,38, sia dopo il libero, con 193,10. Totalizzando 283,48 di totale, vince i campionati nazionali e viene scelta per rappresentare la Russia ai Campionati Europei di Tallinn 2022 insieme alle compagne di allenamento Aleksandra Trusova e Anna Ščerbakova.
Agli Europei di Tallinn, batte il proprio record nel programma corto, ottenendo 90,45 punti e diventando la prima pattinatrice a superare i 90 punti in campo internazionale. Nel programma libero, commette un paio di errori, ma ottiene comunque 168,61, totalizzando 259,06 di totale e vincendo la medaglia d'oro, di fronte alle due compagne di allenamento, Anna Ščerbakova e Aleksandra Trusova. Il 20 gennaio viene confermata la sua partecipazione ai Giochi Olimpici di Pechino.
Alle Olimpiadi, viene selezionata per entrambi i segmenti della gara femminile nel team event, classificandosi prima in entrambi e diventando la prima donna ad atterrare un quadruplo ai giochi olimpici. Il Comitato Olimpico Russo vince la medaglia d'oro, ma la cerimonia di premiazione viene posposta a data da destinarsi dopo che la stessa Valieva si ritrova oggetto di un'indagine in seguito a un test antidoping positivo alla trimetazidina. Dopo la prima settimana di indagini, a Valieva viene comunque permesso di partecipare alla gara individuale.
Nel programma corto è prima con 82.16 nonostante un errore sul triplo axel iniziale, davanti alla connazionale e compagna di allenamento Anna Ščerbakova e alla giapponese Kaori Sakamoto. Tuttavia, nel programma libero commette diversi errori, ottenendo 141,93, il quinto libero della giornata, e chiudendo solamente in quarta posizione, mentre l'oro è andato a Ščerbakova, l'argento ad Aleksandra Trusova e il bronzo a Kaori Sakamoto. Tutte e tre le atlete del comitato olimpico russo hanno eseguito salti quadrupli, le uniche donne a riuscirci alle olimpiadi.
All'inizio di marzo 2022, il CIO e l'ISU hanno vietato a tutti i pattinatori e funzionari russi e bielorussi di partecipare ai Campionati del mondo a causa dell'invasione dell'Ucraina da parte della Russia nel 2022, impedendo quindi a Valieva di partecipare alla competizione in Francia programmata per la fine di marzo.
Dal 25 al 27 marzo, Valieva ha partecipato al Channel One Trophy 2022, una competizione nazionale russa. Durante il programma corto non ha eseguito nessun triplo axel come faceva sempre; invece, ha portato un doppio axel, un triplo flip e una combinazione triplo lutz-triplo toe-loop e ha ottenuto 83,63, ponendosi al primo posto. Durante il programma libero, Valieva ha saltato in modo pulito un quadruplo toe-loop, una combinazione triplo flip-doppio toe-loop, un doppio axel, un triplo loop, una combinazione triplo Lutz-triplo Salchow, una combinazione triplo flip-triplo toeloop e una tripla Lutz, e ha segnato 173.88 punti, concludendo al secondo posto dietro ad Anna Shcherbakova.

### Stagione 2022–2023
Gli atleti russi e bielorussi sono rimasti esclusi dagli eventi internazionali per la stagione di pattinaggio 2022-23, quindi la Federazione russa di pattinaggio di figura ha ospitato la propria serie di Gran Premi nazionali. Valieva ha partecipato al primo evento del Grand Prix, il Golden Skate di Mosca. Nel programma libero è caduta su un quadruplo toe-loop, ma ha comunque vinto la medaglia d'oro davanti a Sofia Akateva e Anastasiya Zinina. Ha poi gareggiato nell'evento del Grand Prix tenuto nella sua città natale, Kazan, vincendo un'altra medaglia d'oro. 
Ha poi gareggiato ai campionati russi tenutisi a Krasnoyarsk. Nel programma corto ha sbagliato il suo triplo axel eseguendo solo un singolo axel, finendo al quarto posto. Ha vinto il programma libero con un punteggio di 170,71, ma è comunque arrivata seconda nella classifica generale dietro a Sofia Akateva.
Il 13 gennaio, Valieva è stata privata della sua medaglia d'oro nel singolare femminile senior dei campionati russi di pattinaggio di figura 2022 dopo essere risultata positiva alla trimetazidina, una sostanza vietata, il secondo giorno della competizione femminile. Così Aleksandra Trusova è diventata la vincitrice della medaglia d'oro, con Anna Shcherbakova che è passata all'argento e Adeliia Petrosian che ha ricevuto la medaglia di bronzo.

## L'accusa di doping
Durante i Giochi olimpici di Pechino, in seguito alla conclusione dell'evento a squadre, la cerimonia di premiazione viene posposta per via di un test antidoping positivo. Viene poi rivelato essere un campione appartenente alla stessa Valieva e risalente al 25 dicembre 2021, i cui risultati hanno tardato ad arrivare a causa dei rallentamenti dovuti alla pandemia. Il test in questione risulta positivo alla trimetazidina, un farmaco antischemico considerato sostanza dopante e, pertanto, bandita dentro e fuori dalle competizioni.
Dopo il test positivo, Valieva viene temporaneamente sospesa, ma la stessa RUSADA solleva la sospensione il giorno seguente, concedendole di continuare pertanto ad allenarsi. In seguito a questa decisione, il CIO, l'ISU e la WADA si appellano al TAS, che tiene un'udienza il 13 febbraio, due giorni prima dell'inizio della gara individuale femminile, per decidere se far partecipare o meno Valieva (che, avendo solo 15 anni, conta come "persona protetta"). Il TAS decide infine di permettere a Valieva di gareggiare, pur tenendo in conto che le indagini della WADA concernenti il team di allenatori che circonda l'atleta, che decideranno anche le sorti del risultato della gara a squadre, sono ancora in corso.
Viene in seguito annunciato che la cerimonia di premiazione della gara individuale femminile, qualora Valieva dovesse essere sul podio, non potrà avere luogo, essendo la pattinatrice in questione sotto indagine.
Il 15 febbraio, il New York Times riporta che nel test di Valieva sono state trovate tracce di altre due sostanze non considerate dopanti ma che, come la trimetazidina, permettono di migliorare le prestazioni dell'atleta.
Essendo Valieva ancora sotto indagine, il CIO fa inoltre richiesta all'ISU di permettere a una pattinatrice in più di avanzare al programma libero.
In una conferenza stampa, il giorno dopo il pattinaggio libero, il presidente del CIO Thomas Bach ha dichiarato di essere "molto, molto turbato" dall '"atmosfera agghiacciante" che circonda Valieva durante il pattinaggio libero mentre l'allenatrice Eteri Tutberidze la rimproverava a seguito di un'esibizione piena di errori che l'ha vista terminare fuori dal podio. Bach ha anche insinuato che i suoi allenatori probabilmente hanno avuto un ruolo nel suo test positivo. Il Cremlino ha risposto che "la severità di un allenatore nello sport di alto livello è la chiave per i loro atleti per ottenere vittorie" e che gli atleti di Tutberidze stavano ottenendo ottimi risultati. Il presidente del CIO Bach ha successivamente aggiunto che "il doping viene fatto molto raramente da solo con gli atleti" e che "coloro che le hanno somministrato questo farmaco sono i colpevoli". La WADA ha inoltre redatto un documento provvisorio che indicava che il riconoscimento di Valieva di aver assunto le due sostanze consentite, l'ipoxene e la L-carnitina, poteva essere letto come un indebolimento della sua testimonianza secondo cui la sostanza vietata, la trimetazidina, fosse stata ingerita per errore. Quando la squadra statunitense e quella giapponese hanno annunciato la scelta delle atlete che avrebbero gareggiato ai Campionati Mondiali ISU di marzo in Francia, la Federazione russa di pattinaggio di figura non aveva ancora indicato la scelta delle tre donne da inviare in Francia in cui, all'epoca, Valieva poteva competere, a meno che non fosse stato presentato un esito negativo per doping prima dell'inizio della competizione. Da allora l'idoneità di Valieva è stata revocata dall'ISU, insieme a tutti i pattinatori russi e bielorussi, a causa dell'invasione russa dell'Ucraina.
Il 9 marzo 2022, Travis Tygart dell'USADA ha riferito che Valieva non aveva richiesto che il suo campione "B" fosse testato, apparentemente accettando i risultati dei test iniziali e basandosi sulla sua spiegazione che la sostanza vietata TMZ apparteneva a suo nonno e solo accidentalmente aveva contaminato o si era mescolata ai suoi nutrienti e integratori consentiti. Tygart ha inoltre affermato che, in quanto minorenne, Valieva potrebbe ancora essere completamente scagionata o ricevere un avvertimento in merito al suo test positivo, a seconda dell'entità dei risultati dell'indagine RUSADA in corso sul doping. Secondo Tygart, un giudizio negativo contro di lei potrebbe ancora essere valutato come una sospensione di due anni, che è la metà del tempo di sospensione che potrebbe essere valutato per gli adulti trattandosi di una prima violazione. Il 17 marzo, la WADA ha chiesto alla RUSADA di completare il suo rapporto su Valieva e il suo entourage entro l'8 agosto 2022. Il 7 giugno 2022, il regolamento ISU che disciplina l'età minima per la competizione negli eventi di pattinaggio artistico è stato aumentato da 15 a 17 anni a seguito all'incidente di Valieva alle Olimpiadi di Pechino.
L'8 agosto, insidethegames ha scritto che al rapporto semestrale originariamente previsto per l'8 agosto sarebbe stato concesso un po' di tempo in più perché RUSADA ha richiesto ulteriori dati a luglio per completare il suo rapporto affermando che: "Il presidente della WADA Witold Bańka ha recentemente dichiarato a insidethegames che si aspetta che RUSADA tenga un'udienza "abbastanza presto" e che l'organizzazione "la monitorerà". Il 15 settembre, Christine Brennan di USA Today, ha indicato che RUSADA aveva completato il rapporto e lo aveva consegnato per la valutazione e successiva programmazione delle udienze ufficiali riguardanti l'indagine sulla possibile cattiva condotta di Valieva riguardo all'uso di sostanze vietate durante la competizione. Brennan ha inoltre citato Travis Tygart affermando che: "Dato che sembra che le indagini di RUSADA siano terminate e il caso sia ora diretto in tribunale, devono aver trovato prove sufficienti di una violazione o altrimenti il caso sarebbe chiuso, e WADA sarebbe stato informato del suo diritto di presentare ricorso." Una decisione della RUSADA è stata emessa a metà ottobre, approvata dalla WADA , affermando che i dettagli dell'udienza di Valieva e le date programmate sarebbero stati posti sotto le linee guida internazionali per la protezione dei minori (Valieva aveva 15 anni quando sono stati divulgati i risultati positivi del test) e non sarebbero stati divulgati pubblicamente.
A seguito di questa decisione Travis Tygart della USADA ha dichiarato:
Evan Bates e Nathan Chen hanno criticato la mancanza di trasparenza nella revisione del caso Valieva in quanto crea un indebito ritardo per la consegna delle medaglie olimpiche, che sono state trattenute dall'assegnazione alle Olimpiadi fino a quando il caso Valieva non sarà completamente risolto per determinare se la Russia debba ricevere la medaglia d'oro. Sebbene alla Russia come stato sia attualmente vietato partecipare a eventi internazionali di pattinaggio a causa dell'invasione russa dell'Ucraina nel 2022, Valieva ha continuato a competere all'interno dei confini russi senza essere ostacolata dalla RUSADA fino al Gran Premio di Russia tenutosi nell'ottobre 2022. A metà novembre, la WADA ha chiesto al TAS di esaminare il caso Valieva in vista di una sospensione di 4 anni di Valieva, che l'avrebbe esclusa dalle competizioni incluse le successive Olimpiadi invernali, e di revocare la sua prestazione al precedenti Giochi olimpici di Pechino perché "l'Agenzia antidoping russa non ha rispettato la scadenza del 4 novembre imposta dalla WADA per emettere un verdetto sul caso di Valieva". Il 13 gennaio 2023 a Valieva viene tolta la medaglia d'oro ottenuta in singolo ai Campionati russi di pattinaggio di figura del 2022 a seguito di una sentenza della RUSADA che afferma che il suo test antidroga positivo coincideva con la competizione del dicembre 2021, mentre la sua vittoria per la squadra russa alle Olimpiadi di Pechino nel febbraio 2022 è stata dichiarata valida dopo il superamento dei test antidroga a Pechino. La WADA ha dichiarato che continuerà a insistere nella propria richiesta al TAS di revisionare la decisione della RUSADA in merito al test antidroga positivo. Nel documento pubblicato dal TAS è emerso che nell'arco di due anni, 2020-2021, a Valieva sono stati somministrati approssimativamente 60 tipi di medicinali e integratori. Il 30 gennaio 2024, in seguito al verdetto del TAS sulla sua positività, l'ISU ha annullato tutti i risultati ottenuti da Valieva dal 25 dicembre 2021, riscrivendo le classifiche del Campionato europeo e delle competizioni olimpiche a squadre e femminile.

## Risultati
GP = Senior Grand Prix; CS = Challenger Series; JGP = Junior Grand Prix
| Internazionali                                                                                           | Internazionali | Internazionali | Internazionali | Internazionali | Internazionali |
| Evento                                                                                                   | 2019–20        | 2020–21        | 2021–22        | 2022-23        | 2023-24        |
| --- | -------------- | -------------- | -------------- | -------------- | -------------- |
| Giochi olimpici invernali                                                                                |                |                | SQ             |                |                |
| Campionati europei                                                                                       |                |                | SQ             |                |                |
| GP Finale                                                                                                |                |                | C              |                |                |
| GP Rostelecom Cup                                                                                        |                |                | 1°             |                |                |
| GP Skate Canada                                                                                          |                |                | 1°             |                |                |
| CS Finlandia Trophy                                                                                      |                |                | 1°             |                |                |
| Internazionali Junior                                                                                    |                |                |                |                |                |
| Mondiali Juniores                                                                                        | 1°             |                |                |                |                |
| JGP Final                                                                                                | 1°             |                |                |                |                |
| JGP Francia                                                                                              | 1°             |                |                |                |                |
| JGP Russia                                                                                               | 1°             |                |                |                |                |
| Nazionali                                                                                                |                |                |                |                |                |
| Campionati russi                                                                                         |                | 2°             | SQ             | 2°             | 3°             |
| Campionati russi juniores                                                                                | 1°             |                |                |                |                |
| Russian Cup (Finale)                                                                                     |                | 1°             |                | 2°             |                |
| GPR Golden Skate                                                                                         |                |                |                | 1°             |                |
| GPR Idel                                                                                                 |                |                |                | 1°             |                |
| Squadre                                                                                                  |                |                |                |                |                |
| Giochi olimpici invernali                                                                                |                |                | SQ             |                |                |
| Channel One Trophy                                                                                       |                | 1° T 1° P      | 2° T 2° P      |                |                |
| R = Ritirata; C = Evento cancellato; SQ = Squalificata; P = Risultato personale; T= Risultato di squadra |                |                |                |                |                |

## Programmi
| Season    | Programma corto | Free skating | Exhibition |
| --------- | --- | --- | --- |
| 2022-2023 | - Cornfield Chase di Hans Zimmer eseguito da Dorian Marko - Tick-Tock di Hans Zimmer (da Interstellar) coreografia di Daniil Gleikhengauz   | - Low Mist Variation 1 (Day 5) di Ludovico Einaudi - Truman Sleeps (da The Truman Show) di Philip Glass - Obscura by Power-Haus and Christian Reindl coreografia by Daniil Gleikhengauz | Wednesday - Main Title di Danny Elfman - Goo Goo Muck di The Cramps - Bloody Mary di Lady Gaga                                            |
| 2021–2022 | - In Memoriam di Kirill Richter coreografia di Daniil Glejchengauz                                                                          | - Boléro di Maurice Ravel coreografia di Daniil Glejchengauz | - Shutting Down Grace's Lab (da Avatar) coreografia di Daniil Glejchengauz                                                                |
| 2020–2021 | - Storm di Eric Radford coreografia di Daniil Glejchengauz                                                                                  | - Boléro di Maurice Ravel coreografia di Daniil Glejchengauz | - Exogenesis: Symphony Part 3 dei (Muse) coreografia di Daniil Glejchengauz                                                               |
| 2019–2020 | - Girl on a Ball - Spiegel im spiegel di Arvo Pärt - Allerdale Hall (da Crimson Peak) di Fernando Velázquez coreografia di Eteri Tutberidze | - Exogenesis: Symphony Part 3 (Muse) coreografia di Daniil Glejchengauz | - Adagio of Spartacus and Phrygia (da Spartacus) di Aram Khachaturian coreografia di Daniil Glejchengauz                                  |
| 2018–2019 | Girl on a Ball - Spiegel im spiegel di Arvo Pärt - Allerdale Hall (da Crimson Peak) di Fernando Velázquez coreografia di Eteri Tutberidze   | - Adagio of Spartacus and Phrygia (da Spartacus) di Aram Khachaturian coreografia di Daniil Glejchengauz                                                                                | Girl on a Ball - Spiegel im spiegel di Arvo Pärt - Allerdale Hall (da Crimson Peak) di Fernando Velázquez coreografia di Eteri Tutberidze |

## Record del mondo
| Totale           | Totale    | Totale                   | Totale |
| Data             | Punteggio | Evento                   | Note |
| ---------------- | --------- | ------------------------ | --- |
| 27 Novembre 2021 | 272.71    | Rostelecom Cup 2021      | Record del mondo attuale. Valieva è la prima donna a rompere i 270 punti di totale.                                  |
| 30 Ottobre 2021  | 265.08    | Skate Canada 2021        | Valieva è la prima donna a rompere i 250 e i 260 punti di totale.                                                    |
| 10 Ottobre 2021  | 249.24    | CS Finlandia Trophy 2021 | Rompe il precedente record detenuto da Alena Kostornaja                                                              |
| Programma corto  |           |                          | |
| Data             | Punteggio | Evento                   | Note |
| 13 Gennaio 2022  | 90.45     | Europei 2022             | Record del mondo attuale. Rompe il suo precedente record di circa tre punti.                                         |
| 26 Novembre 2021 | 87.42     | Rostelecom Cup 2021      | Rompe il precedente record detenuto da Alena Kostornaja.                                                             |
| Programma libero |           |                          | |
| Data             | Punteggio | Evento                   | Note |
| 27 Novembre 2021 | 185.29    | Rostelecom Cup 2021      | Record del mondo attuale.                                                                                            |
| 29 Ottobre 2021  | 180.89    | Skate Canada 2021        | Valieva diventa la prima donna a rompere i 180 punti nel libero.                                                     |
| 10 Ottobre 2021  | 174.31    | CS Finlandia Trophy 2021 | Rompe il precedente record detenuto da Aleksandra Trusova e diventa la prima donna a rompere i 170 punti nel libero. |

## Record del mondo juniores
| Totale           | Totale    | Totale                            | Totale                                           |
| Data             | Punteggio | Evento                            | Note                                             |
| ---------------- | --------- | --------------------------------- | ------------------------------------------------ |
| 7 Marzo 2020     | 227.30    | Campionati Mondiali juniores 2020 | Infranto da Sof'ja Akat'eva il 18 settembre 2021 |
| Programma libero |           |                                   |                                                  |
| Data             | Punteggio | Evento                            | Note                                             |
| 7 Marzo 2020     | 152.38    | Campionati Mondiali juniores 2020 | Infranto da Sof'ja Akat'eva il 18 settembre 2021 |